# Deinterlacciamento
Il deinterlacciamento (o filtro deinterlaccio) è un sistema utilizzato ed integrato nei monitor non a tubo catodico.

## Artefatti

Nota: poiché il frame rate è stato rallentato di un fattore 3, si nota uno sfarfallio aggiuntivo nelle parti interlacciate simulate di questa immagine.
Questa animazione mostra l'effetto twitter interlinea utilizzando la scheda di prova Indian Head. Sulla sinistra ci sono due immagini a scansione progressiva. Al centro ci sono due immagini interlacciate. A destra ci sono due immagini con duplicatori di linea. In alto c'è la risoluzione originale, in basso c'è l'anti-aliasing. Le due immagini interlacciate utilizzano metà della larghezza di banda di quella progressiva. La scansione interlacciata (al centro) duplica precisamente i pixel dell'immagine progressiva (a sinistra), ma l'interlacciamento fa twitterare i dettagli. Un duplicatore di linea operante in modalità "bob" (interpolazione) produrrebbe le immagini all'estrema destra. Il vero video interlacciato sfoca tali dettagli per impedire Twitter, come si vede nella riga inferiore, ma tale ammorbidimento (o anti-aliasing) va a scapito della nitidezza dell'immagine. Ma anche il miglior duplicatore di linea non potrebbe mai riportare l'immagine in basso al centro alla piena risoluzione dell'immagine progressiva.

Ogni volta che un segnale interlacciato viene riprodotto su un monitor progressivo vengono a crearsi artefatti che si differenziano a secondo della tecnica utilizzata, uno di questi artefatti si chiama tremolio dell'interlinea o interline twitter (il noto "sfarfallio" del display), causato essenzialmente dalla natura dell'interlacciato. Deinterlacciando il video, ovvero fondendo i 2 semiquadri seguendo criteri ben precisi, si riduce notevolmente lo sfarfallio. Tuttavia non risulta ancora perfetto e per fare ciò vengono applicati ulteriori filtri migliorativi di anti-aliasing. Come la maggior parte dei filtri, comporta una perdita di definizione dell'immagine.

## Tecniche
Esistono molte soluzioni per riprodurre una fonte visiva interlacciata su monitor o TV progressivi, tra cui le principali famiglie sono:
- Duplicatore di linea, BOB, Bobbing, ecc, soluzioni che si limitano a raddoppiare le righe di ogni singolo semiquadro, questo porta ad una riduzione della risoluzione, un forte tremolio, ma è una soluzione estremamente semplice e di veloce implementazione
- Combinazione o estensione, Field combination o Field extension si tratta di combinare alternativamente tra loro i vari semiquadri, in modo da recuperare la massima risoluzione, dove la frequenza dei fotogrammi nel caso del sistema combinato è dimezzata (50i diventano 25p, 60i diventano 30p, ecc) mentre nel caso dell'estensione i semiquadri si sovrappongono progressivamente ma di contro non gestiscono in modo corretto le immagini in movimento, generando un effetto pettine
- Adattativo, Motion adaptive, si tratta di soluzioni evolute, che combinano e/o alternano più soluzioni in base al tipo d'immagine da rielaborare.

La mancata applicazione del sistema di deinterlacciamento porta alla riproduzione di immagini ad altezza dimezzata, dove ogni semiquadro viene considerato come fotogramma intero.